# Johann Jakob München

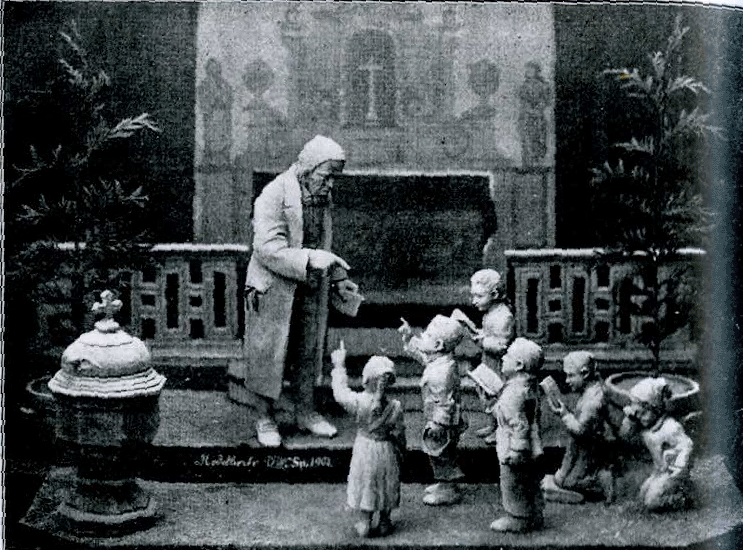
Johann Jakob München, Unterricht erteilend; Skulpturengruppe von Jakob Plein-Wagner (1898)

Johann Jakob München (* 20. August 1768 in Dudeldorf; † 19. Mai 1858 in Speicher) war ein deutscher römisch-katholischer Priester.

## Leben
Johann Jakob München wurde 1768 als Sohn von Johann München, Bürgermeister Dudeldorfs, und seiner Frau Margarete geboren. Einer seiner Brüder war der spätere Luxemburger Gerichtspräsident Philipp Karl München. Johann Jakob ließ sich zunächst in Luxemburg, dann in Trier zum Priester ausbilden. Da die Dudeldorfer Bürger das Sonderrecht hatten, ihren Pastor selbst zu wählen, wurde er dort schon 1793 gewählt, obwohl er erst ein Jahr später, im Dezember 1794, die Priesterweihe vom Reimser Weihbischof Pierre Joseph Perreau erhielt. Dieser vertrat den Trierer Weihbischof Johann Michael Josef von Pidoll. 1809 wurde er Pfarrer in Heidweiler und wechselte 1817 nach Speicher, wo er die meiste Zeit seines Lebens wirkte. 1850 wurde er Definitor des Dekanats Bitburg.
Im Mai 1858 starb er mit fast 90 Jahren.

## Anekdoten
München war schon zu Lebzeiten über Speicher und Dudeldorf hinaus für seine außergewöhnlichen Predigten und sein hartes Durchgreifen bekannt. Über ihn gibt es zahlreiche Geschichten, die das Bild einer humorvollen Respektsperson vermitteln. So soll er in einer Karfreitagspredigt nach Schilderung der Leiden Christi gesagt haben: „Da liegst du nun nackig und plackig, die Juden haben dich gepeinigt und mit Dornen gekrönt, sie haben dich gekreuzigt – nun ist es noch dein Glück, dass du nicht unter die Speicherer gefallen bist, sonst wär’s dir noch schlimmer ergangen!“

## Ehrungen
Jakob Plein-Wagner schuf 1898 eine Skulptur von Pastor München, die im Speicherer Heimatmuseum zu sehen ist.
In Speicher wurde nach ihm die Pastor-München-Straße benannt.
1920 wurde er auf einem 50-Pfennig-Notgeldschein abgebildet.